# Northwick (Gloucestershire)
Northwick – wieś w Anglii, w hrabstwie ceremonialnym Gloucestershire, w dystrykcie (unitary authority) South Gloucestershire. Leży 16 km na północ od miasta Bristol i 174 km na zachód od Londynu.